# Cephalophus spadix
Il cefalofo di Abbott (Cephalophus spadix True, 1890), noto anche come Minde in swahili, è un grosso cefalofo di foresta diffuso solamente in un paio di enclaves in Tanzania; in passato era considerato una sottospecie del cefalofo dal dorso giallo. Molto sfuggente, è stato fotografato per la prima volta nel suo habitat naturale nel 2003, grazie all'impiego di una trappola fotografica.

## Descrizione
Lungo 97-140 cm, con una coda di 8-13 cm e un peso di 50-60 kg, il cefalofo di Abbott ha un corpo tozzo, con brevi zampe massicce, collo robusto e un mantello lucente di colore variabile tra il marrone castano scuro e il nero, talvolta con una tinta rossastra su ventre e fianchi. La faccia è di un colore grigio più chiaro, mentre tra le corna, appuntite e abbastanza brevi, è presente un lungo e caratteristico ciuffo di peli marrone-rossastri.

## Distribuzione e habitat
Il cefalofo di Abbott vive solamente in Tanzania, nelle foreste dei Monti dell'Arco Orientale, del Kilimangiaro e degli Altopiani Meridionali.
Diffuso prevalentemente nel folto della foresta, è più comune ad altitudini comprese tra i 1300 e i 2700 m, ma talvolta si spinge fino ai 4000 m di quota. Oltre che nelle foreste primarie, si può incontrare anche nelle più disturbate foreste secondarie e, occasionalmente, nelle praterie.

## Biologia
La natura riservata del cefalofo di Abbott, così come le sue abitudini notturne e la predilezione per le zone di fitta vegetazione, ha fatto sì che si sapesse ben poco sull'ecologia e il comportamento di questa specie. È stato visto nutrirsi di foglie sulla lettiera della foresta, e di vegetazione nelle radure, ma mangia anche frutti, fiori e muschi. Un esemplare è stato avvistato con una rana in bocca; i cefalofi sono noti per catturare e divorare, all'occorrenza, prede vive.
Le abitudini criptiche e vigili del cefalofo di Abbott, sfortunatamente, non lo rendono completamente al sicuro dai predatori. I piccoli vengono probabilmente predati dall'aquila coronata africana (Stephanoaetus coronatus) e dai pitoni (genere Python), mentre cefalofi di ogni età possono cadere vittima del leopardo (Panthera pardus). In alcune aree anche leoni (Panthera leo) e iene macchiate (Crocuta crocuta) danno la caccia a questa specie.

## Conservazione
Come molti altri cefalofi, anche quello di Abbott ha dovuto subire gli effetti della caccia e della distruzione dell'habitat. Cacciato per la sua carne, cade vittima delle trappole posizionate nelle foreste in cui vive, perfino all'interno di quelle che dovrebbero essere «aree protette», mentre le poche aree di habitat disponibile stanno pian piano cedendo il posto ai terreni agricoli e alle compagnie del legname. Queste attività umane hanno portato alla scomparsa del cefalofo di Abbott da molte aree, e nel 2008 la sua popolazione totale è stata stimata a meno di 1500 esemplari.